# Colibrí amazília de caputxa blava
El colibrí amazília de caputxa blava (Amazilia grayi) és una espècie d'ocell de la família dels troquílids (Trochilidae) que habita el bosc obert, matolls i manglars a les terres baixes i turons de l'oest de Colòmbia i l'Equador septentrional. Molts autors l'han considerat conespecific del colibrí amazília de Humboldt.